# Attentats du 16 juillet 2015 à Chattanooga
Les attentats du 16 juillet 2015 à Chattanooga sont survenus le 16 juillet 2015 lorsque Muhammad Youssef Abdulazeez a ouvert le feu sur deux installations militaires à Chattanooga, dans le Tennessee, aux États-Unis. Il a d'abord commis une fusillade en voiture dans un centre de recrutement, puis s'est rendu dans un centre de la réserve de la marine américaine et a continué à tirer, où il a été tué par la police lors d'une fusillade. Quatre Marines sont morts sur place. Un marin de la Marine, un recruteur de la Marine et un policier ont été blessés. Le marin est décédé des suites de ses blessures deux jours plus tard.
Le 16 décembre, à la suite d'une enquête, l'ancien directeur du Federal Bureau of Investigation (FBI), James B. Comey, a déclaré que la fusillade était « motivée par la propagande d'une organisation terroriste étrangère ».